# 64. Międzynarodowy Festiwal Filmowy w Cannes
64. Międzynarodowy Festiwal Filmowy w Cannes odbył się w dniach 11−22 maja 2011 roku. Imprezę otworzył pokaz amerykańskiego filmu O północy w Paryżu w reżyserii Woody’ego Allena. W konkursie głównym zaprezentowanych zostało 20 filmów pochodzących z 13 różnych krajów.
Jury pod przewodnictwem amerykańskiego aktora Roberta De Niro przyznało nagrodę główną festiwalu, Złotą Palmę, amerykańskiemu filmowi Drzewo życia w reżyserii Terrence’a Malicka. Drugą nagrodę w konkursie głównym, Grand Prix, przyznano ex aequo belgijskiemu obrazowi Chłopiec na rowerze w reżyserii braci Dardenne oraz tureckiemu filmowi Pewnego razu w Anatolii w reżyserii Nuriego Bilge Ceylana.
Oficjalny plakat promocyjny festiwalu przedstawiał aktorkę Faye Dunaway na zdjęciu z lat 70. Galę otwarcia i zamknięcia festiwalu prowadziła francuska aktorka Mélanie Laurent.

## Członkowie jury

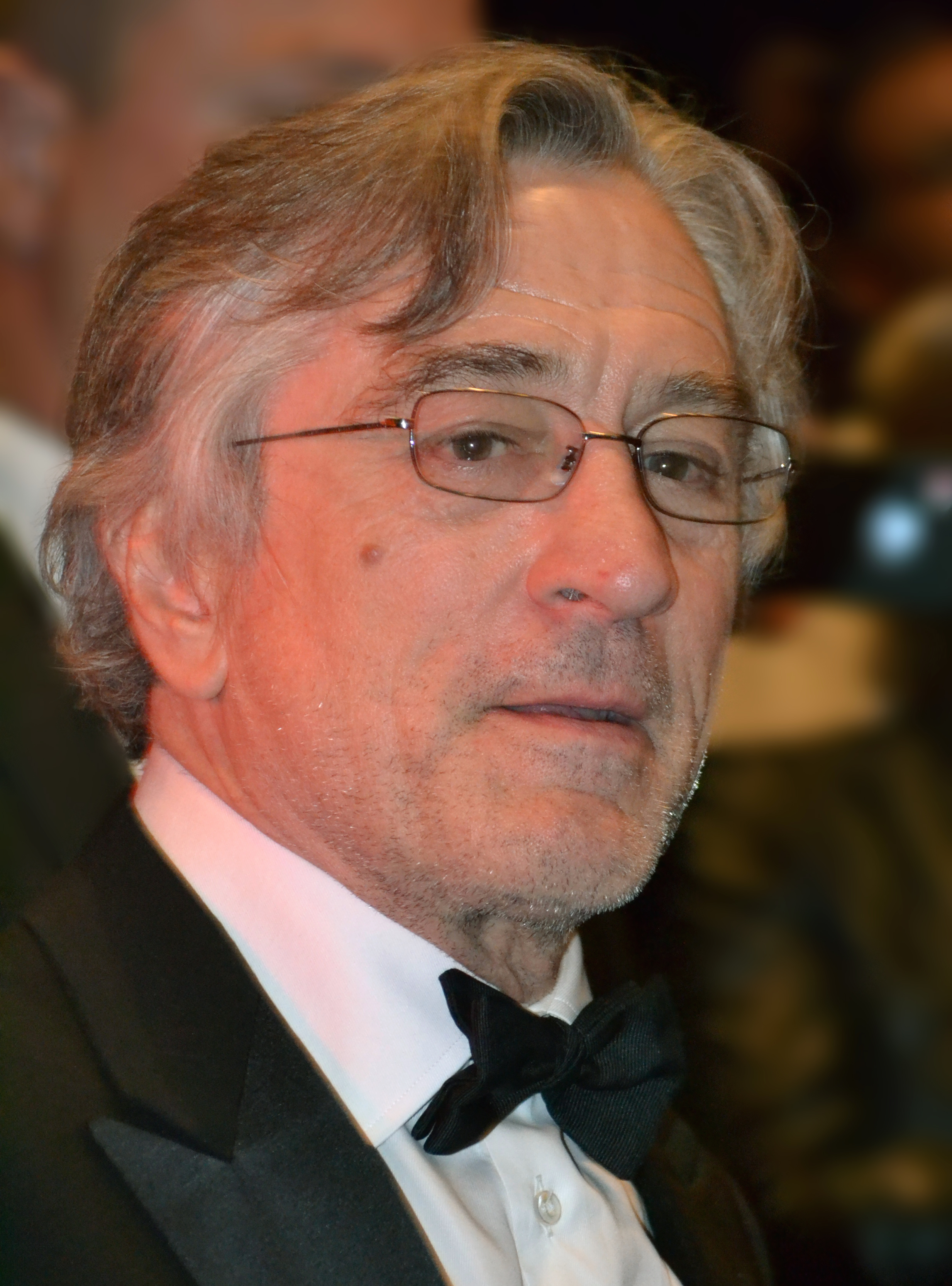
Przewodniczący jury konkursu głównego Robert De Niro.

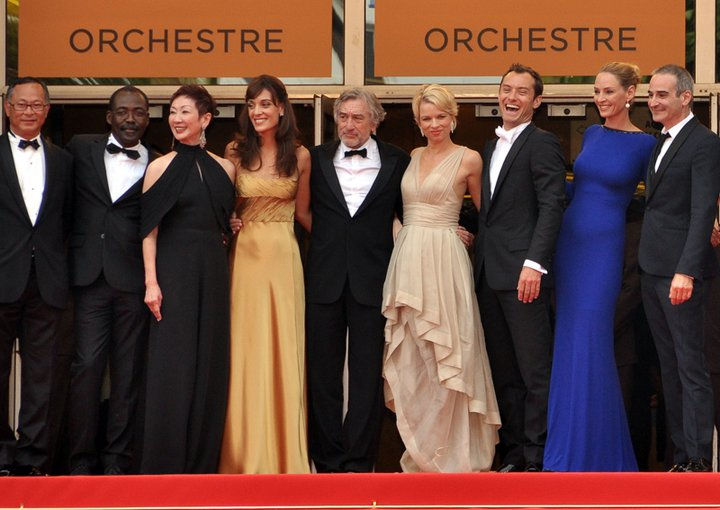
Jury konkursu głównego.

### Konkurs główny
- Robert De Niro, amerykański aktor − przewodniczący jury[6]
- Olivier Assayas, francuski reżyser
- Martina Gusmán, argentyńska aktorka
- Mahamat Saleh Haroun, czadyjski reżyser
- Jude Law, brytyjski aktor
- Nansun Shi, hongkońska producentka filmowa
- Uma Thurman, amerykańska aktorka
- Johnnie To, hongkoński reżyser
- Linn Ullmann, norweska dziennikarka

### Sekcja „Un Certain Regard”
- Emir Kusturica, serbski reżyser − przewodniczący jury
- Élodie Bouchez, francuska aktorka
- Peter Bradshaw, brytyjski krytyk filmowy
- Geoffrey Gilmore, dyrektor Tribeca Film Festival
- Daniela Michel, dyrektorka MFF w Morelii

### Cinéfondation i filmy krótkometrażowe
- Michel Gondry, francuski reżyser − przewodniczący jury
- Julie Gayet, francuska aktorka i producentka filmowa
- Jessica Hausner, austriacka reżyserka
- Corneliu Porumboiu, rumuński reżyser
- João Pedro Rodrigues, portugalski reżyser

### Złota Kamera – debiuty reżyserskie
- Bong Joon-ho, południowokoreański reżyser − przewodniczący jury
- Robert Alazraki, francuski operator filmowy
- Daniel Colland, dyrektor laboratorium Cinedia
- Danièle Heymann, francuska krytyczka filmowa
- Jacques Maillot, francuski reżyser
- Alex Masson, francuski krytyk filmowy
- Eva Vezer, dyrektorka Magyar Filmuno

## Selekcja oficjalna

### Otwarcie i zamknięcie festiwalu
|             | Tytuł              | Reżyseria         | Kraj produkcji    |
| ----------- | ------------------ | ----------------- | ----------------- |
| Otwierający | O północy w Paryżu | Woody Allen       | Stany Zjednoczone |
| Zamykający  | Ukochany           | Christophe Honoré | Francja           |

### Konkurs główny
Następujące filmy zostały wyselekcjonowane do udziału w konkursie głównym o Złotą Palmę:
| Tytuł polski                           | Tytuł oryginalny                            | Reżyseria                  | Kraj produkcji    |
| -------------------------------------- | ------------------------------------------- | -------------------------- | ----------------- |
| Apollonide. Zza okien domu publicznego | L'Apollonide (Souvenirs de la maison close) | Bertrand Bonello           | Francja           |
| Artysta                                | The Artist                                  | Michel Hazanavicius        | Francja           |
| Pewnego razu w Anatolii                | Bir Zamanlar Anadolu'da                     | Nuri Bilge Ceylan          | Turcja            |
| Drive                                  | Drive                                       | Nicolas Winding Refn       | Stany Zjednoczone |
| Chłopiec na rowerze                    | Le gamin au vélo                            | Jean-Pierre i Luc Dardenne | Belgia            |
| Habemus Papam: mamy papieża            | Habemus Papam                               | Nanni Moretti              | Włochy            |
| Hanezu                                 | 朱花の月 Hanezu no tsuki                    | Naomi Kawase               | Japonia           |
| Człowiek z Hawru                       | Le Havre                                    | Aki Kaurismäki             | Finlandia         |
| Przypis                                | הערת שוליים Hearat Shulayim                 | Josef Cedar                | Izrael            |
| Harakiri: Śmierć samuraja              | 一命 Ichimei                                | Takashi Miike              | Japonia           |
| Melancholia                            | Melancholia                                 | Lars von Trier             | Dania             |
| Michael                                | Michael                                     | Markus Schleinzer          | Austria           |
| Pater                                  | Pater                                       | Alain Cavalier             | Francja           |
| Skóra, w której żyję                   | La piel que habito                          | Pedro Almodóvar            | Hiszpania         |
| Poliss                                 | Polisse                                     | Maïwenn                    | Francja           |
| Śpiąca piękność                        | Sleeping Beauty                             | Julia Leigh                | Australia         |
| Kobiece źródło                         | La source des femmes                        | Radu Mihăileanu            | Francja           |
| Wszystkie odloty Cheyenne’a            | This Must Be the Place                      | Paolo Sorrentino           | Włochy            |
| Drzewo życia                           | The Tree of Life                            | Terrence Malick            | Stany Zjednoczone |
| Musimy porozmawiać o Kevinie           | We Need to Talk About Kevin                 | Lynne Ramsay               | Wielka Brytania   |

### Sekcja „Un Certain Regard”
Następujące filmy zostały wyświetlone na festiwalu w ramach sekcji "Un Certain Regard":
| Tytuł polski                  | Tytuł oryginalny                  | Reżyseria                    | Kraj produkcji    |
| ----------------------------- | --------------------------------- | ---------------------------- | ----------------- |
| Arirang                       | 아리랑 Arirang                    | Kim Ki-duk                   | Korea Południowa  |
| Pożegnanie                    | به امید دیدار Bé omid é didar     | Mohammad Rasoulof            | Iran              |
| Bonsái                        | Bonsái                            | Cristián Jiménez             | Chile             |
| Dzień, w którym on przyjeżdża | 북촌방향 Book chon bang hyang     | Hong Sang-soo                | Korea Południowa  |
| Elena                         | Елена Elena                       | Andriej Zwiagincew           | Rosja             |
| Dokąd teraz?                  | هلق لوين؟ Et maintenant on va où? | Nadine Labaki                | Liban             |
| Minister                      | L'exercice de l'État              | Pierre Schöller              | Francja           |
| W pół drogi                   | Halt auf freier Strecke           | Andreas Dresen               | Niemcy            |
| Poza szatanem                 | Hors Satan                        | Bruno Dumont                 | Francja           |
| Morze Żółte                   | 황해 Hwanghae                     | Na Hong-jin                  | Korea Południowa  |
| Kochanek                      | Loverboy                          | Cătălin Mitulescu            | Rumunia           |
| Martha Marcy May Marlene      | Martha Marcy May Marlene          | Sean Durkin                  | Stany Zjednoczone |
| Miss Bala                     | Miss Bala                         | Gerardo Naranjo              | Meksyk            |
| Śniegi Kilimandżaro           | Les neiges du Kilimandjaro        | Robert Guédiguian            | Francja           |
| Myśliwy                       | Охотник Ochotnik                  | Bakur Bakuradze              | Rosja             |
| Oslo, 31 sierpnia             | Oslo, 31. august                  | Joachim Trier                | Norwegia          |
| Restless                      | Restless                          | Gus Van Sant                 | Stany Zjednoczone |
| Piękno                        | Skoonheid                         | Oliver Hermanus              | Południowa Afryka |
| Tatsumi                       | Tatsumi                           | Eric Khoo                    | Singapur          |
| Toomelah                      | Toomelah                          | Ivan Sen                     | Australia         |
| Ciężka praca                  | Trabalhar Cansa                   | Marco Dutras i Juliana Rojas | Brazylia          |

### Pokazy pozakonkursowe
Następujące filmy zostały wyświetlone na festiwalu w ramach pokazów pozakonkursowych:
| Tytuł polski                                              | Tytuł oryginalny                             | Reżyseria                                | Kraj produkcji    |
| --------------------------------------------------------- | -------------------------------------------- | ---------------------------------------- | ----------------- |
| Podwójne życie                                            | The Beaver                                   | Jodie Foster                             | Stany Zjednoczone |
| Ukochany                                                  | Les bien-aimés                               | Christophe Honoré                        | Francja           |
| Bollywood - Najwspanialsza historia miłosna wszech czasów | Bollywood: The Greatest Love Story Ever Told | Rakeysh Omprakash Mehra i Jeff Zimbalist | Indie             |
| Dni łaski                                                 | Días de gracia                               | Everardo Gout                            | Meksyk            |
| Zwycięstwo                                                | La conquête                                  | Xavier Durringer                         | Francja           |
| O północy w Paryżu                                        | Midnight in Paris                            | Woody Allen                              | Stany Zjednoczone |
| Piraci z Karaibów: Na nieznanych wodach                   | Pirates of the Caribbean: On Stranger Tides  | Rob Marshall                             | Stany Zjednoczone |
| Dragon                                                    | 武俠 Wu xia                                  | Peter Chan                               | Hongkong          |

### Pokazy specjalne
Następujące filmy zostały wyświetlone na festiwalu w ramach pokazów specjalnych:
| Tytuł polski               | Tytuł oryginalny                           | Reżyseria | Kraj produkcji    |
| -------------------------- | ------------------------------------------ | --- | ----------------- |
| The Big Fix                | The Big Fix                                | Joshua Tickell i Rebecca Harrell Tickell | Stany Zjednoczone |
| Listonosz (repremiera)     | البوسطجي Al-boustaguy                      | Hussein Kamal | Egipt             |
| Duch, pan piekielnej kaźni | Duch, le maître des forges de l'enfer      | Rithy Panh | Kambodża          |
| To nie jest film           | این فیلم نیست In film nist                 | Jafar Panahi i Mojtaba Mirtahmasb | Iran              |
| Koniec strachu             | لا خوف بعد اليوم La khaoufa baada al'yaoum | Mourad Ben Cheikh | Tunezja           |
| Labrador                   | Labrador                                   | Frederikke Aspöck | Dania             |
| Michel Petrucciani         | Michel Petrucciani                         | Michael Radford | Francja           |
| 18 dni                     | ١٨ يوم Tamantashar yom                     | Ahmad Abdalla, Mariam Abou Ouf, Kamla Abu Zikri, Ahmed Alaa, Mohamed Ali, Sherif Arafa, Sherif El Bendary, Marwan Hamed, Khaled Marei i Yousry Nasrallah | Egipt             |
| Owce na poligonie          | Tous au Larzac                             | Christian Rouaud | Francja           |

## Laureaci nagród

### Konkurs główny
Złota Palma

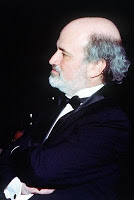
Laureat Złotej Palmy Terrence Malick.

- Drzewo życia, reż. Terrence Malick

Grand Prix
- Chłopiec na rowerze, reż. Jean-Pierre i Luc Dardenne
- Pewnego razu w Anatolii, reż. Nuri Bilge Ceylan

Nagroda Jury
- Poliss, reż. Maïwenn

Najlepsza reżyseria
- Nicolas Winding Refn − Drive

Najlepsza aktorka
- Kirsten Dunst − Melancholia

Najlepszy aktor
- Jean Dujardin − Artysta

Najlepszy scenariusz
- Josef Cedar − Przypis

### Sekcja „Un Certain Regard”
Nagroda Główna

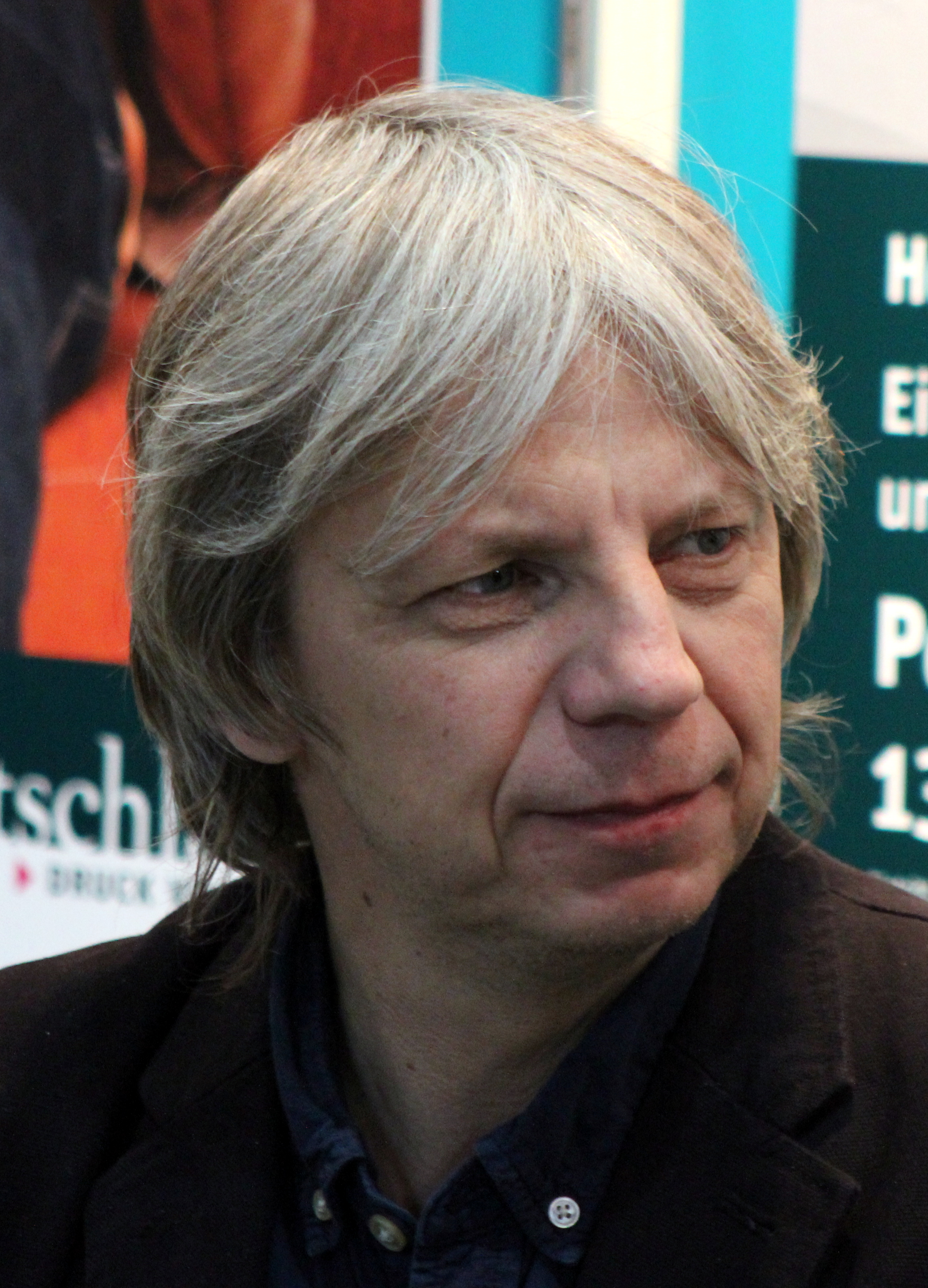
Zdobywca Nagrody Głównej w sekcji „Un Certain Regard” Andreas Dresen.

- Arirang, reż. Kim Ki-duk
- W pół drogi, reż. Andreas Dresen

Nagroda Specjalna Jury
- Elena, reż. Andriej Zwiagincew

Najlepsza reżyseria
- Mohammad Rasoulof − Pożegnanie

### Konkurs filmów krótkometrażowych
Złota Palma dla najlepszego filmu krótkometrażowego
- Cross, reż. Marina Vroda

Nagroda Jury dla najlepszego filmu krótkometrażowego
- Badpakje 46, reż. Wannes Destoop

Nagroda Cinéfondation dla najlepszej etiudy studenckiej
- I miejsce:  List, reż. Doroteya Droumeva
- II miejsce:  Drari, reż. Kamal Lazraq
- III miejsce:  Ya-gan-bi-hang, reż. Son Tae-gyum

### Wybrane pozostałe nagrody

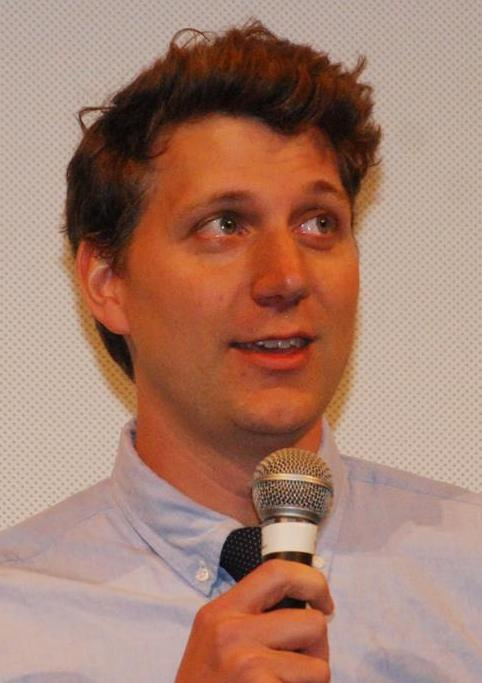
Zdobywca kilku nagród Jeff Nichols.

Złota Kamera za najlepszy debiut reżyserski
- Akacje, reż. Pablo Giorgelli

Nagroda Główna w sekcji „Międzynarodowy Tydzień Krytyki”
- Take Shelter, reż. Jeff Nichols

Nagroda Główna w sekcji "Quinzaine des Réalisateurs" - CICAE Award
- Na gigancie, reż. Bouli Lanners

Nagroda FIPRESCI
- Konkurs główny:  Człowiek z Hawru, reż. Aki Kaurismäki
- Sekcja „Un Certain Regard”:  Minister, reż. Pierre Schöller
- Sekcja „Międzynarodowy Tydzień Krytyki”:  Take Shelter, reż. Jeff Nichols

Nagroda Jury Ekumenicznego
- Wszystkie odloty Cheyenne’a, reż. Paolo Sorrentino
  - Wyróżnienie:  Człowiek z Hawru, reż. Aki Kaurismäki /  Dokąd teraz?, reż. Nadine Labaki

Nagroda Vulcan dla artysty technicznego
- José Luis Alcaine za zdjęcia do filmu Skóra, w której żyję

Nagroda Młodych
- Skóra, w której żyję, reż. Pedro Almodóvar

Nagroda im. François Chalais dla filmu propagującego znaczenie dziennikarstwa
- Dokąd teraz?, reż. Nadine Labaki

Queerowa Palma dla najlepszego filmu o tematyce LGBT
- Piękno, reż. Oliver Hermanus

Nagroda Palm Dog dla najlepszego psiego występu na festiwalu
- Uggie − Artysta, reż. Michel Hazanavicius

Honorowa Złota Palma za całokształt twórczości
- Jean-Paul Belmondo
- Bernardo Bertolucci